# Patzicía
Patzicía è un comune del Guatemala facente parte del Dipartimento di Chimaltenango.
Già villaggio indigeno risalente al XII secolo, l'abitato attuale venne fondato dai missionari francescani giunti nel 1545, che gli diedero il nome di "Santiago de Los Caballeros de Patzicía", successivamente mutato in quello attuale.